# Hieracium backhousei
Hieracium backhousei es una especie de planta con flor del género Hieracium, de la familia Asteraceae, orden Asterales.

## Distribución
Hieracium backhousei se distribuye por Escocia.

## Taxonomía
Fue descrita científicamente por F. Hanb. Fue publicada en J. Bot. 27: 74 (1889).